# Kul-Scharif-Moschee

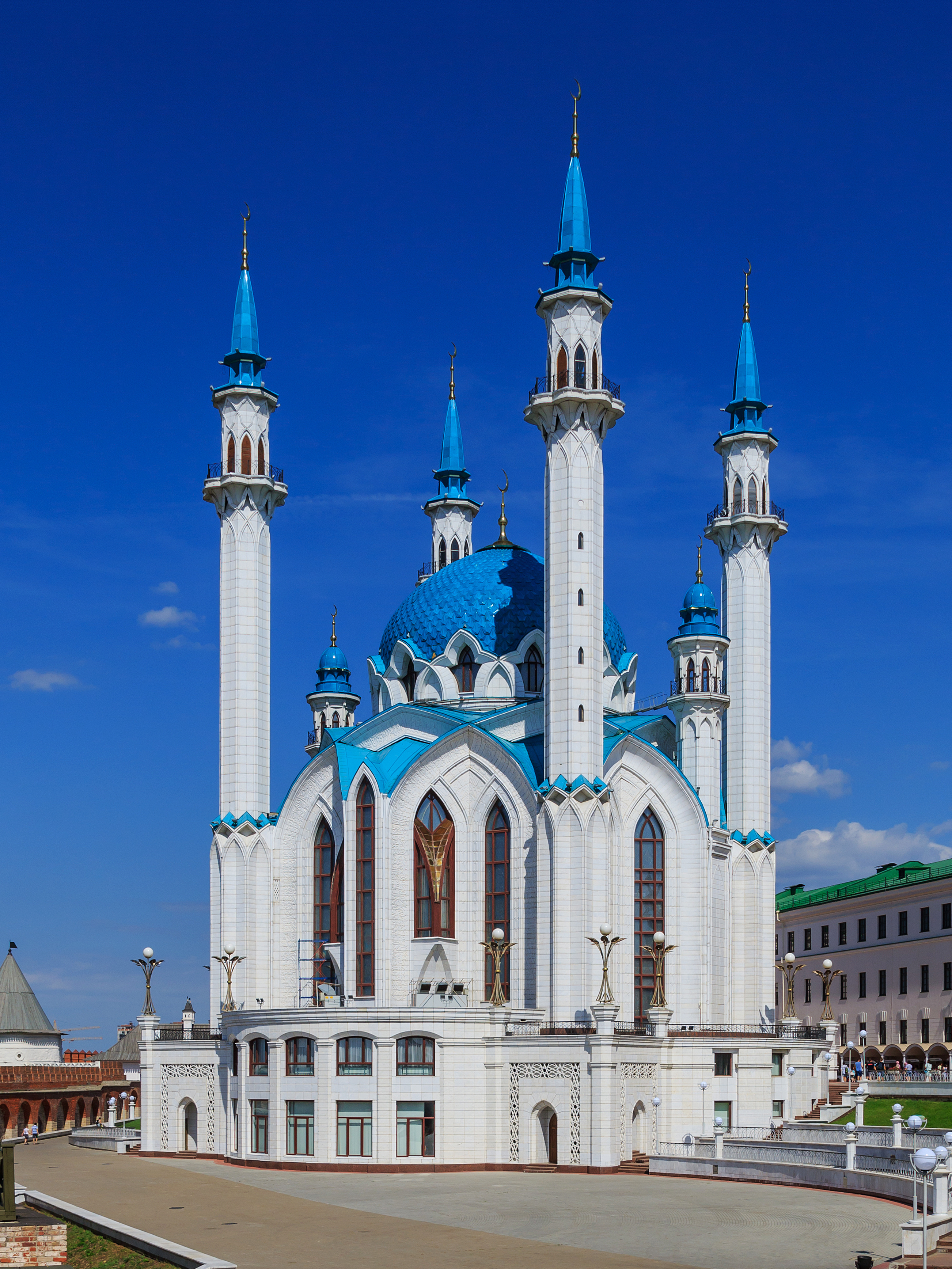
Kul-Scharif-Moschee

Die Kul-Scharif-Moschee (tatarisch Колшәриф мәчете Qolşärif mäçete) in Kasan ist die zweitgrößte Moschee Russlands.
Benannt ist sie nach Kul Scharif, dem letzten Imam von Kasan vor der russischen Eroberung. Mit der benachbarten Mariä-Verkündigungs-Kathedrale gilt sie als Symbol für das friedliche Zusammenleben der muslimischen und orthodoxen Bevölkerung von Tatarstan.
Sie wurde auf Erlass von Mintimer Schaimijew, dem Präsidenten Tatarstans, im Kasaner Kreml errichtet und soll ein Denkmal für die am Ende der Moskau-Kasan-Kriege 1552 bei der russischen Eroberung von Kasan gefallenen Tataren sein. Die Arbeiten begannen 1996; am 24. Juli 2005 wurde die Moschee eingeweiht.
Nahe dem heutigen Standort befand sich im 16. Jahrhundert die Hauptmoschee des Kasaner Khanats, deren überlieferte Gestalt mit acht Minaretten der Neubau in modernen Formen und reduziert auf vier Minarette aufnimmt. Die historische Moschee wurde 1552 bei der Eroberung Kasans zerstört; einige erhaltene Bauteile wurden vermutlich in die 1555 begonnene Moskauer Basilius-Kathedrale eingebaut, die die Eingliederung des Khanats in das Zarenreich auch baulich darstellen sollte.

## Bilder

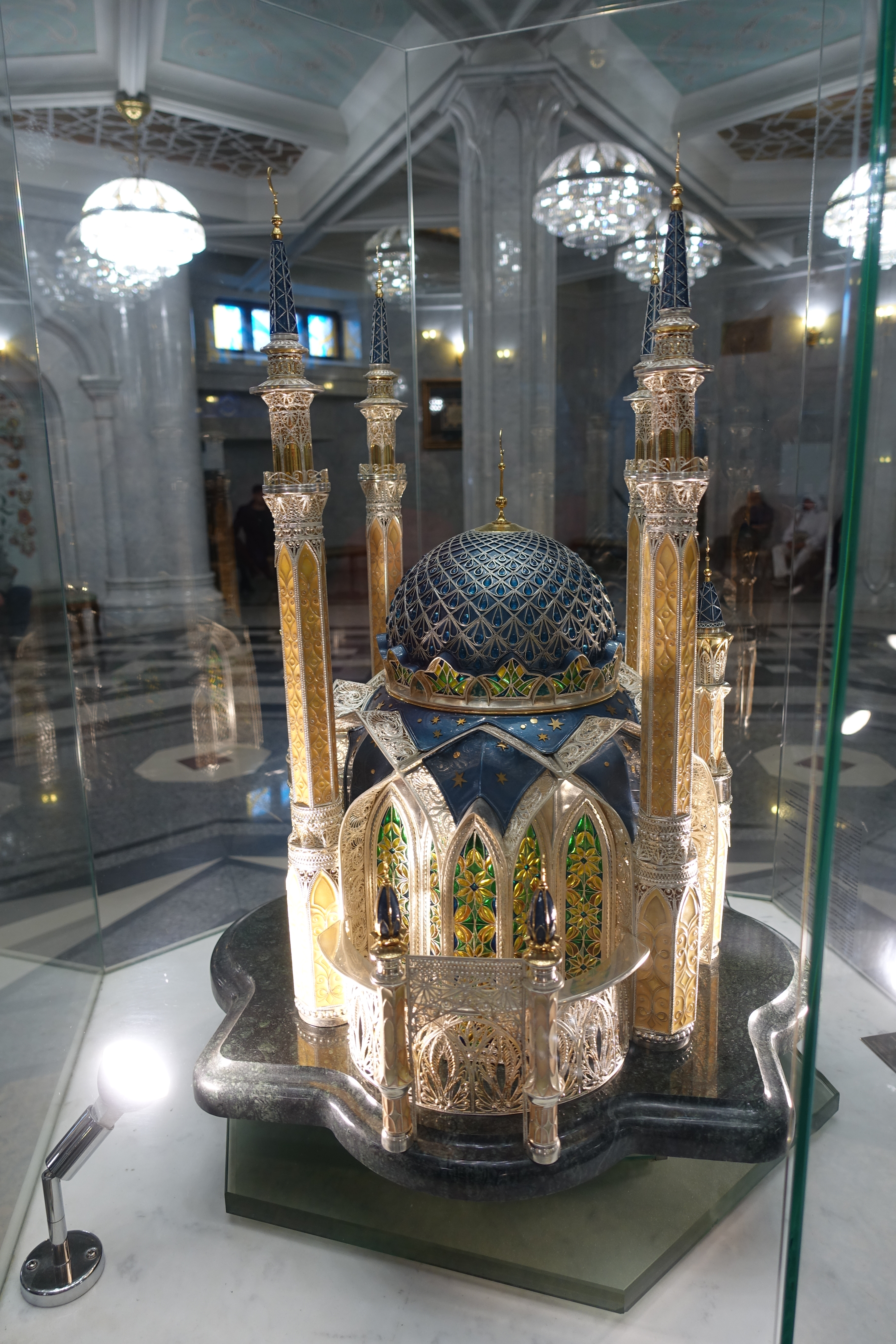
Moschee als Modell
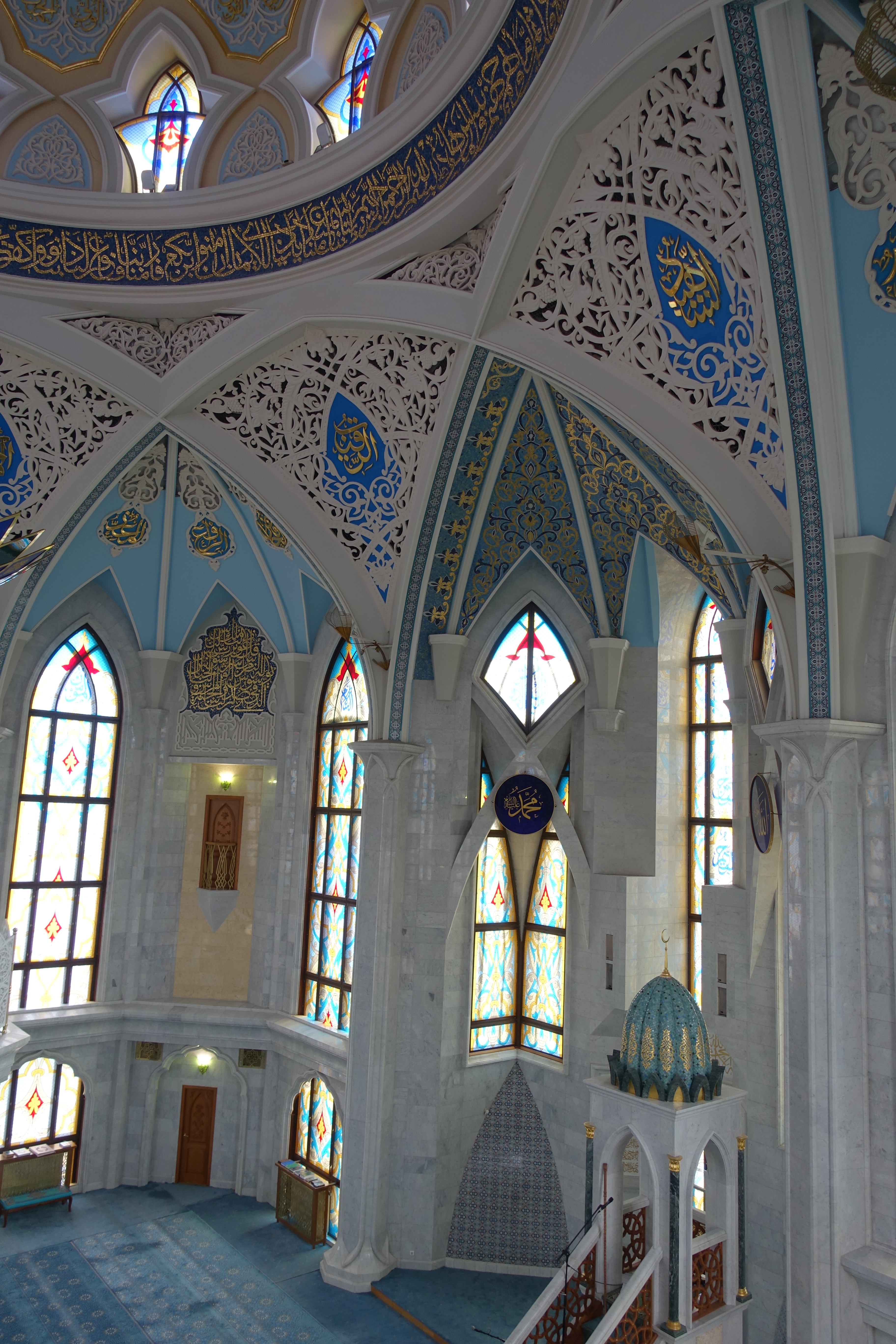
Innenraum
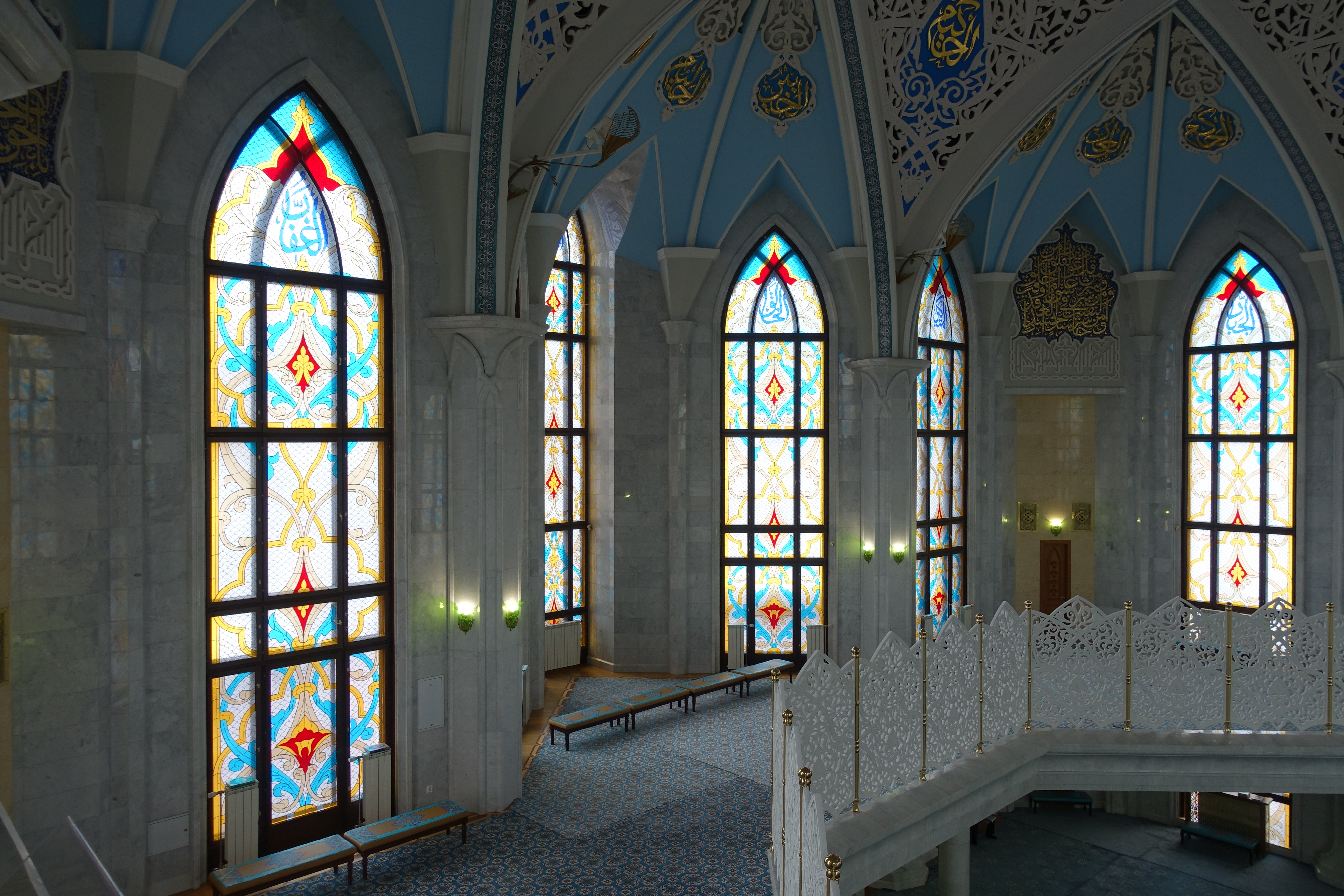
Innenraum
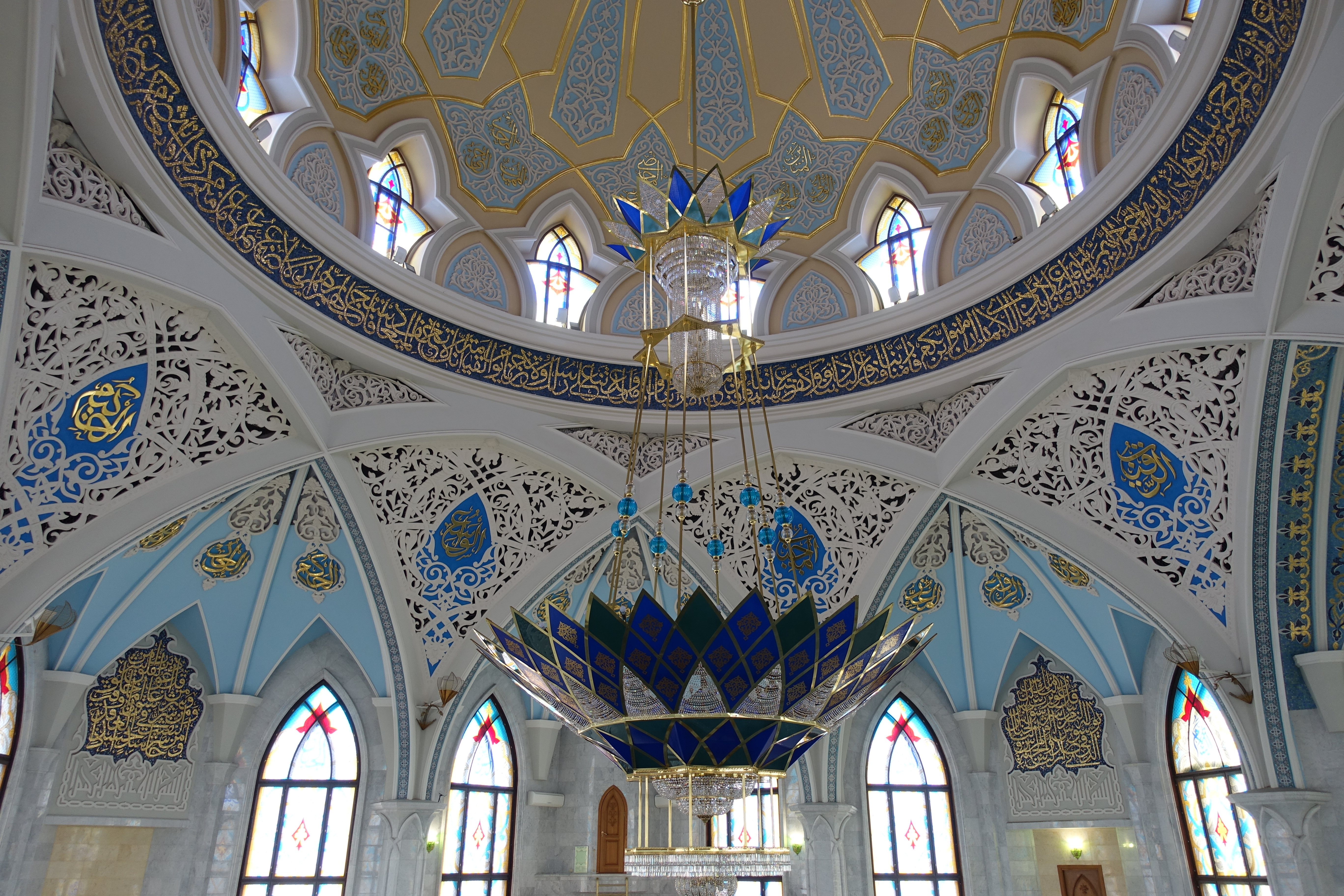
Decke mit Leuchter
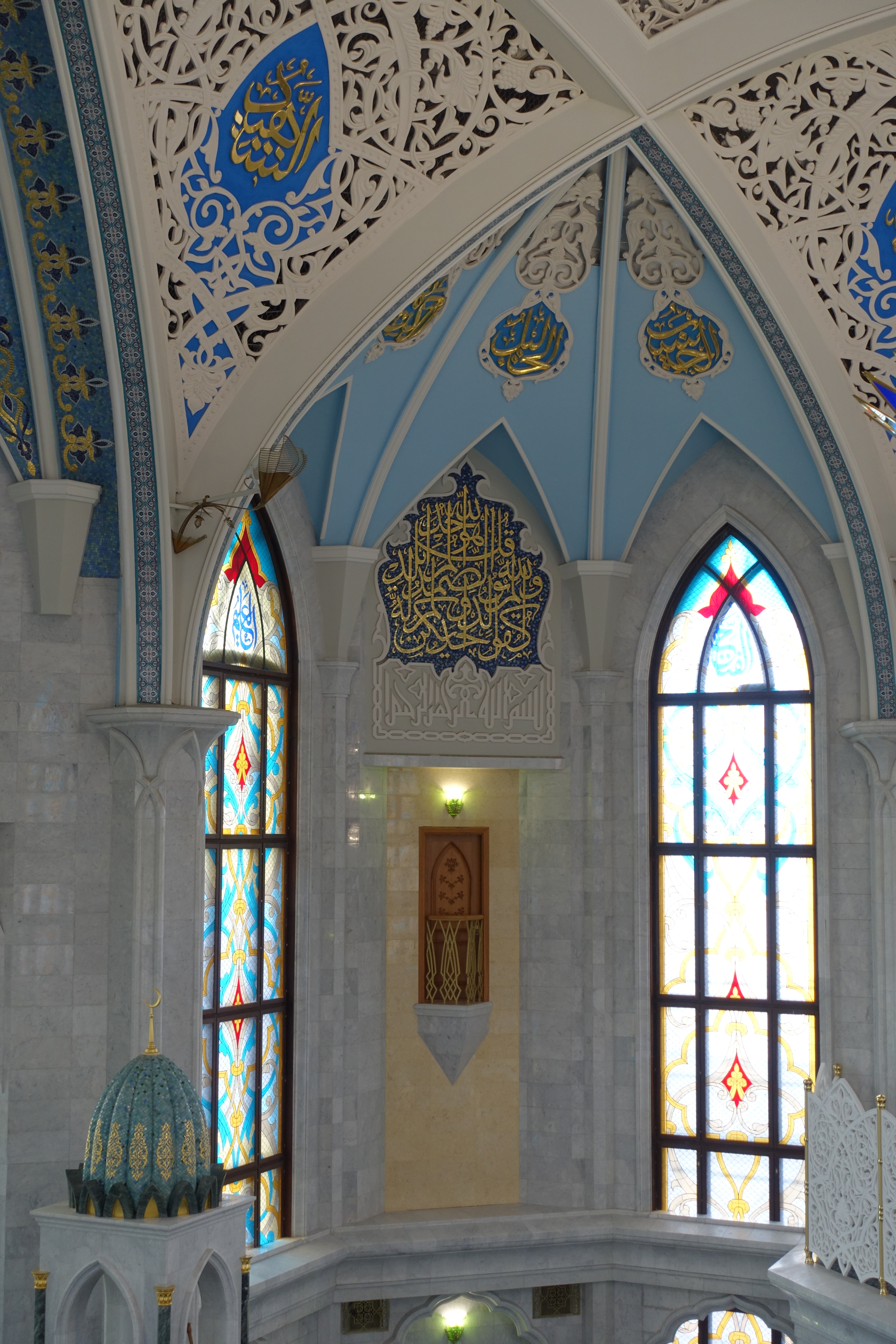
Wandverzierung und Fenster
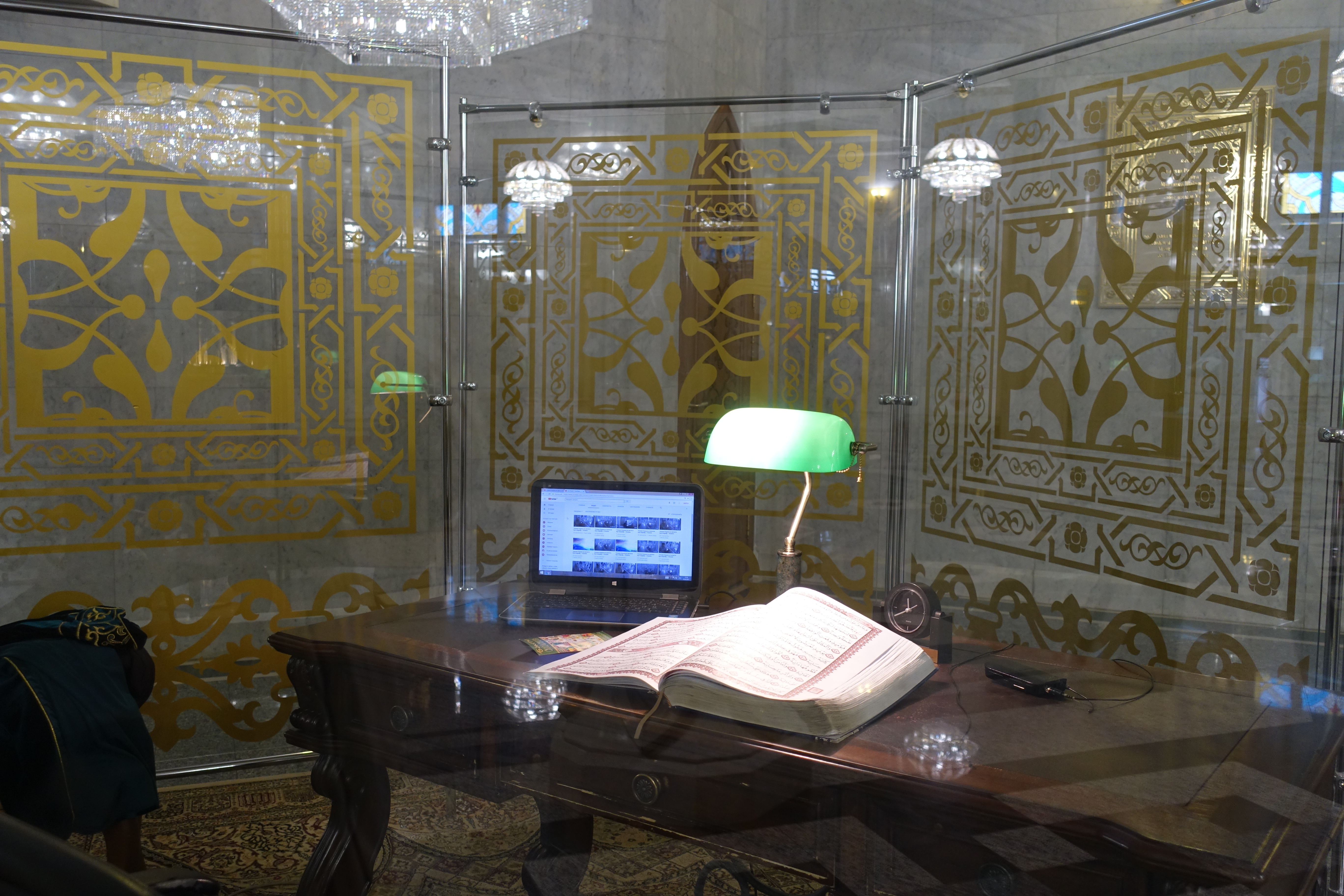
Raum des Muezzin